# Кель, Фриц
Фри́дрих Кель (нем. Friedrich Kehl; род. 12 июля 1937, Биль) — швейцарский футболист и футбольный тренер, играл на позиции защитника. Участник чемпионата мира 1962 года.

## Биография

### Клубная карьера
Кель дебютировал за «Цюрих» в Национальной Лиге Б 25 августа 1957 года в матче с «Золотурном» — «Цюрих» выиграл со счётом 4:0. В своём дебютном сезоне Кель сыграл 24 матча за эту команду. По итогам сезона «Цюрих» пробился в Национальную лигу A и Кель продолжил свою карьеру в этом клубе, сыграв за эту команду четыре полных сезона. В 1963 году в составе «Цюриха» выиграл чемпионский титул. Всего в общей сложности сыграл 142 матча.
В октябре 1963 года перешёл в «Шаффхаузен», за который играл в течение двух сезонов. В 1965 году перешёл в «Винтертур», за который играл в течение трёх сезонов. В 1969 году перешёл в «Виль», в котором отыграл один сезон и закончил карьеру.

### Карьера в сборной
В составе сборной Швейцарии принимал участие на чемпионате мира 1962 года, но на поле не выходил.

### Тренерская карьера
В 1970 году в течение некоторого времени возглавлял «Виль».

## Достижения
«Цюрих»
- Чемпион Швейцарии (1): 1962/63